# 含翠園
含翠園（がんすいえん）は、北海道岩内郡岩内町高台に所在する公園。
岩内は1954年（昭和29年）の大火で市街地の8割を焼失しており、郊外にあるため延焼を免れた含翠園は、ニシン漁で栄えた明治・大正期の華やかな歴史を後世に伝える希少な財産となっている。

## 歴史
含翠園は岩内の初代 / 7代村長を務めた梅沢市太郎の別荘のひとつであった。1897年（明治30年）から1920年（大正9年）にかけて、日本庭園や平屋建ての茶屋風家屋が造られ、画家の木田金次郎や「憲政の神様」と呼ばれた尾崎行雄らが園を訪れている。
その後に園は人手に渡り、2001年（平成13年）以降は土地の一部や家屋が岩内町に寄付された。2015年（平成27年）7月、町によって都市公園に指定される。
しかし家屋の老朽化が進行したため、町は2021年度（令和3年度）から本格的な整備に着手。2022年度（令和4年度）には一般会計当初予算に1億3700万円が計上され、園の外周を石垣で囲う工事が実施された。さらに2023年度（令和5年度）には、家屋の補修や岩内の歴史を紹介する施設の整備が行われた。
2024年（令和6年）4月29日、日本国の交付金など約4億円を投じた大改修工事を終えて、一般公開された。